# BDO World Trophy
| BDO World Trophy    | BDO World Trophy |
| ------------------- | --- |
|                     | |
| Sportart            | Darts |
| Organisator         | BDO |
| Turnierart          | Ranglistenturnier |
| Austragungsort      | wechselnd |
| Austragungszeitraum | August |
| Rekordsieger        | James Wilson, Geert De Vos, Darryl Fitton, Peter Machin, Glen Durrant, Jim Williams (je 1×) (Männer) Lisa Ashton (3×) (Frauen) |
| amtierende Sieger   | Jim Williams (Männer) Lisa Ashton (Frauen)                                                                                     |
| Letzte Austragung   | BDO World Trophy 2019 |

Die BDO World Trophy ist ein ehemaliges Dartsturnier, welches von der BDO veranstaltet wurde. Es war neben der BDO-Weltmeisterschaft und dem World Masters eines von drei BDO-Majorturnieren.
Mit der Liquidation der BDO im Frühjahr 2020 fand auch die BDO World Trophy zum vorerst letzten Mal statt.

## Historie
Von 2002 bis 2007 existierte die World Darts Trophy, in der die BDO ebenfalls Spieler der PDC einlud. 2006 gab der Chef der PDC, Barry Hearn, bekannt, dass in Zukunft Spieler der PDC nicht mehr an der World Darts Trophy teilnehmen werden. Daraufhin wurde das Event eingestellt.
2014 fuhr die BDO das Turnier unter dem neuen Namen BDO World Trophy wieder ein, allerdings weiterhin ohne Spieler der PDC.

## Finalergebnisse

### Männer
| Jahr | Austragungsort                       | Sieger        | Ergebnis | Finalist             | Sponsor        | Preisgeld | Preisgeld |
| Jahr | Austragungsort                       | Sieger        | Ergebnis | Finalist             | Sponsor        | Gesamt    | Sieger    |
| ---- | ------------------------------------ | ------------- | -------- | -------------------- | -------------- | --------- | --------- |
| 2014 | Blackpool Tower, Blackpool           | James Wilson  | 13 : 11  | Ross Montgomery      | Daily Mirror   | 0£81.000  | 0£30.000  |
| 2015 | Event City, Manchester               | Geert De Vos  | 10 : 9   | Jeffrey de Graaf     | Winmau         | 0£39.000  | 0£10.000  |
| 2016 | Lakeside Country Club, Frimley Green | Darryl Fitton | 13 : 9   | Peter Machin         | Sports Direct  | 0£78.000  | 0£20.000  |
| 2017 | Barry Memorial Hall, Barry           | Peter Machin  | 10 : 8   | Martin Phillips      |                | 0£35.000  | 08.000    |
| 2018 | Preston Guild Hall, Preston          | Glen Durrant  | 10 : 7   | Michael Unterbuchner | Winmau         | 0£35.000  | 08.000    |
| 2019 | King George’s Hall, Blackburn        | Jim Williams  | 8 : 6    | Richard Veenstra     | One80, L-Style | 0£34.000  | 08.000    |
| 2020 | abgesagt                             | abgesagt      | abgesagt | abgesagt             | abgesagt       | abgesagt  | abgesagt  |

### Frauen
| Jahr | Austragungsort                       | Sieger                   | Ergebnis | Finalist                 | Sponsor        | Preisgeld | Preisgeld |
| Jahr | Austragungsort                       | Sieger                   | Ergebnis | Finalist                 | Sponsor        | Gesamt    | Sieger    |
| ---- | ------------------------------------ | ------------------------ | -------- | ------------------------ | -------------- | --------- | --------- |
| 2014 | Blackpool Tower, Blackpool           | Anastassija Dobromyslowa | 9 : 7    | Lisa Ashton              | Daily Mirror   | 0£14.400  | 0£6.000   |
| 2015 | Event City, Manchester               | Lisa Ashton              | 7 : 5    | Anastassija Dobromyslowa | Winmau         | 0£10.500  | 0£3.000   |
| 2016 | Lakeside Country Club, Frimley Green | Lisa Ashton              | 7 : 4    | Deta Hedman              | Sports Direct  | 0£22.000  | 0£4.000   |
| 2017 | Barry Memorial Hall, Barry           | Aileen de Graaf          | 6 : 2    | Anastassija Dobromyslowa |                | 0£13.500  | 03.000    |
| 2018 | Preston Guild Hall, Preston          | Fallon Sherrock          | 6 : 3    | Lorraine Winstanley      | Winmau         | 0£13.500  | 03.000    |
| 2019 | King George’s Hall, Blackburn        | Lisa Ashton              | 6 : 2    | Anastassija Dobromyslowa | One80, L-Style | 0£13.500  | 03.000    |
| 2020 | abgesagt                             | abgesagt                 | abgesagt | abgesagt                 | abgesagt       | abgesagt  | abgesagt  |